# Cosmarium bioculatum
Cosmarium bioculatum là một loài Song tinh tảo trong họ Desmidiaceae, thuộc chi Cosmarium.

## Phân loài
- C. bioculatum var. bioculatum
- C. bioculatum var. depressum
- C. bioculatum var. excavatum